# Yu-Gi-Oh! (filme)
Yu-Gi-Oh! (遊☆戯☆王, Yū☆gi☆ō; rei dos jogos) é um filme de animação japonês produzido pela Toei Animation e distribuído pela Toei Company, baseado na série de anime Yu-Gi-Oh! exibida pela TV Asahi em 1998, que é baseada na série de mangá de mesmo nome de Kazuki Takahashi. O filme tem 30 minutos de duração e estreou nos cinemas japoneses em 6 de março de 1999.
É o primeiro filme baseado na popular franquia Yu-Gi-Oh!, sendo que o segundo é Yu-Gi-Oh! The Movie: Pyramid of Light (2004).

## Sinopse
Um garoto chamado Shougo Aoyama é muito tímido para duelar mesmo tendo uma carta rara e poderosa em seu baralho, o lendário "Dragão Negro de Olhos Vermelhos". Seto Kaiba descobre sobre a carta rara de Shougo e organiza um torneio, onde a presença é obrigatória para aqueles que recebem um convite. Yugi Muto entra no torneio de Kaiba e deve mostrar a Shougo que se pode ter o potencial e o poder de se tornar um verdadeiro duelista, tentando despertar a coragem de Shougo no duelo contra Kaiba, que planeja obter a carta rara do "Dragão Negro de Olhos Vermelhos".
Este file se passa antes mesmo do anime original, não tendo muitas tecnologias e mostrando uma senhora na loja de cartas, podendo ser considerada como a avó de Yugi; uma vez que ela não aparece no anime podemos também considerar sua morte. Devido a pouca publicidade do torneio, a derrota de kaiba não foi algo marcante para todos, porem ao final sua ameaça de retorno para uma revanche pode sim ser o início para desencadear o primeiro duelo do anime onde ele é derrotado pelo exodia.

## Elenco de vozes
Abaixo, está listado os dubladores (Seiyū, no Japão) e os personagens.[carece de fontes?]
- Megumi Ogata - Yugi Muto
- Hikaru Midorikawa - Seto Kaiba
- Eiko Hisamura - Shougo Aoyama
- Toshiyuki Morikawa - Katsuya Jonouchi
- Yumi Kakazu - Anzu Mazaki
- Ryōtarō Okiayu - Hiroto Honda
- Yukana Nogami - Miho Nosaka

## Músicas
Abertura
1. "渇いた叫び (Kawaita Sakebi)" - Field of View'

Encerramento
1. 明日もし君が壊れても (Ashita Moshi Kimi ga Kowaretemo)" - Wands